# Jesse Livermore
Jesse Lauriston Livermore (26 juillet 1877 - 28 novembre 1940) est un trader américain de Wall Street, célèbre pour avoir réalisé et perdu plusieurs fortunes au cours de sa carrière.
Il a commencé à travailler dans des maisons de courtage à un jeune âge et a rapidement développé des techniques de spéculation en bourse qui lui ont permis d'amasser d'importants gains, notamment en anticipant les krachs de 1907 et de 1929. Sa capacité à tirer profit des marchés en chute libre lui a valu le surnom de « Grand Ours de Wall Street ». Malgré ses succès fulgurants, il a également connu des périodes de faillite, illustrant les risques extrêmes liés à la spéculation. Son parcours a inspiré de nombreux traders et reste un cas d'étude dans l'histoire des marchés financiers. Sa vie s'est tragiquement terminée par un suicide en 1940, marquant la fin d'une carrière aussi brillante que tumultueuse.

## Biographie
Livermore est né à Shrewsbury au Massachusetts dans une famille pauvre qui déménage à Acton dans son enfance. Il apprend à lire et écrire à l'âge de 3 ans et demi. À l'âge de 14 ans, son père le retire de l'école pour aider à la ferme car il veut faire de lui un agriculteur, mais Jesse refuse cela et, avec la bénédiction de sa mère, s'enfuit de chez lui en calèche.

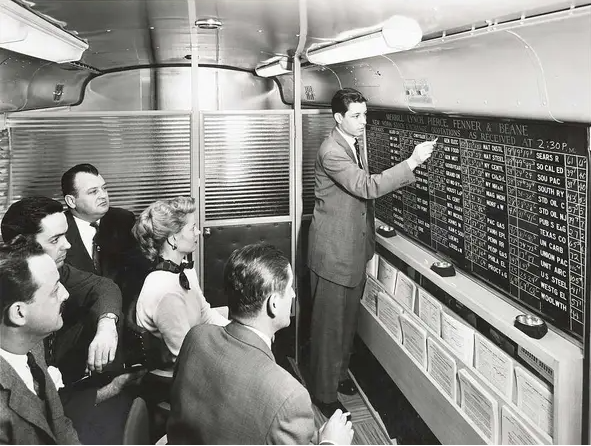
L'intérieur d'un bucket shop ressemblait à ceci, avec un garçon préposé écrivant des chiffres reçus par téléscripteur sur un tableau, et des spéculateurs observant avec anxiété.

En 1891, à l'âge de quatorze ans, il obtient un emploi de garçon préposé au tableau de cotation dans une succursale de la société de courtage Paine Webber (en) pour 5$ par semaine. En 1892, à l'âge de 15 ans, il parie 5 $ sur la compagnie ferroviaire Chicago, Burlington and Quincy Railroad dans un bucket shop, un type d'établissement qui prend des paris à effet de levier sur le cours des actions mais ne permet pas d'acheter ou de vendre des actions. Il gagne 3,12 $ sur son pari de 5 $. De 1893 à 1894, âgé de 16 à 17 ans, Livermore, surnommé le « risque-tout » (The Boy Plunger), gagne environ 200 $ par semaine dans les bucket shops de Boston, bien plus que son salaire chez Paine Webber. À l'âge de 16 ans, il quitte son emploi et commence à trader à temps plein. Il rapporte 1 000 $ à sa mère, qui désapprouve ses « jeux d'argent ». Il réplique qu'il ne joue pas mais « spécule ». De 1895 à 1897, âgé de 18 à 20 ans, il accumule 10 000 $ de bénéfices de trader, un rendement net de 1000 % en trois ans de trading. Cependant, il est finalement interdit de la plupart des bucket shops de la région de Boston en raison de ses gains constants. L'utilisation de déguisements et de faux noms pour pouvoir trader ne fait que retarder son inévitable interdiction dans toute la ville. De 1898 à 1900, âgé de 21 à 22 ans, il continue à trader chez Haight & Freese, le dernier bucket shop de la région de Boston à ne pas l'avoir interdit. Cependant, Haight & Freese élargit progressivement l'écart entre l'offre et la demande et impose des exigences de marge restrictives qui rendent beaucoup plus difficile et risqué pour Livermore de gagner de l'argent
Le 14 septembre 1900, à l'âge de 23 ans, il déménage à New York, arrivant juste à temps pour assister à une forte hausse du marché boursier. Il trade avec succès chez le courtier en valeurs Harris, Hutton & Company, transformant 10 000 $ en 50 000 $ en cinq jours. En mai 1901, il anticipe une correction et vend à découvert, gagnant une plus-value de 400 %. Mais il perd tout car le téléscripteur est en retard de 30 à 40 minutes par rapport aux chiffres réels du marché et il n'a pas pu prendre les décisions requises. Il emprunte 2 000 $ à Ed Hutton et déménage à Saint-Louis, où il n'est pas connu, et se remet à parier dans des bucket shops. Sa première grande victoire survient en 1901 à l'âge de 24 ans lorsqu'il achète des actions de la Northern Pacific Railway et transforme 10 000 $ en 500 000 $.
En 1906, à 28 ans, doutant de sa capacité à négocier des actions à long terme, il décide de faire une pause et part en vacances à Palm Beach dans le club d'Edward R. Bradley (en). Sur place, suivant les conseils de Thomas W. Lawson, il prend une position à découvert massive dans la compagnie ferroviaire Union Pacific la veille du séisme de 1906 à San Francisco, menant à un profit de 250 000 $. Quelque temps plus tard, il prend des positions longues en bourse, cependant, son ami et propriétaire de la maison de courtage dans laquelle il effectue la plupart de ses transactions, Edward Francis Hutton, le convainc à tort de vendre ses actions, et il finit par perdre 40 000 $.
Durant la panique bancaire américaine de 1907, les énormes positions à découvert de Livermore lui rapportent 1 million $ en une seule journée. Cependant, son mentor, J. P. Morgan, qui a renfloué l'ensemble de la bourse de New York durant le krach, lui demande de s'abstenir de vendre à découvert. Livermore accepte et profite plutôt du rebond, portant sa fortune à 3 millions $. Menant la grande vie, il achète un yacht de 200 000 $, une voiture de train, et un appartement dans le quartier d'Upper West Side. Il rejoint des clubs selects et a des maîtresses. En 1908, il écoute Teddy Price qui lui dit d'acheter du coton, tandis que Price vend en secret. Il perd 90% de ses gains de 1907 mais réussit à récupérer toutes ses pertes. En 1915, il fait à nouveau faillite.
Après la Première Guerre mondiale, Livermore fait secrètement une opération de corner sur le coton. Il ne stoppe sa démarche que sur l'intervention du président Woodrow Wilson, poussé par un appel du secrétaire à l'Agriculture des États-Unis, qui l'invite à la Maison-Blanche pour une discussion. Il accepte de revendre le coton à son seuil de rentabilité, évitant ainsi une hausse gênante du prix du coton. Lorsque le président lui demande pourquoi il a fait cette opération sur le marché du coton, il répond : « Pour voir si je pouvais, Monsieur le Président. »
En 1924-1925, il s'engage dans la manipulation boursière, faisant 10 millions $ de gains en négociant le blé et le maïs, luttant contre le célèbre négociant en matières premières Arthur W. Cutten (en), et en organisant une liquidation forcée des positions courtes sur les actions de Piggly Wiggly. Début 1929, il accumule d'énormes positions courtes, en utilisant plus de 100 courtiers en bourse pour garder secrètes ses opérations. Au printemps, il est en moins-value de 6 millions $. Cependant, lors du krach de Wall Street de 1929, il empoche environ 100 millions $. À la suite d'une série d'articles de journaux le surnommant le « Grand Ours de Wall Street », il est accusé d'être responsable du krach par le public et reçoit des menaces de mort, ce qui le conduit à engager un garde du corps armé.
Son second divorce en 1932, l'agression par arme non mortelle de son fils par sa femme en 1935 à la suite d'une dispute en état d'ébriété, et un procès intenté par sa maîtresse russe, Naida L. Krasnova, entraînent un déclin de sa santé mentale, tandis que la création de la Securities and Exchange Commission en 1934 impose de nouvelles règles qui affectent son activité commerciale. Bien que l'on ne sache pas exactement comment cela s'est produit, il finit par perdre sa fortune et fait faillite pour la troisième fois en 1934, avec des actifs évalués à 184 900 $, principalement en assurance-vie, et des dettes à 2,5 millions $,. Il est suspendu de son statut de membre du Chicago Board of Trade le 7 mars 1934. En 1937, il paye 800 000 $ d'impôts. En 1939, il ouvre une entreprise de conseil financier, vendant une méthode d'analyse technique, ce qui lui rapporte 15 millions $. 

## Vie privée
L'un des livres préférés de Livermore est Extraordinary Popular Delusions and the Madness of Crowds (en) (« Les délires populaires extraordinaires et la folie des foules ») de Charles Mackay, paru pour la première fois en 1841. C'est également l'un des livres préférés de Bernard Baruch, un trader et ami proche de Livermore.
Il aime la pêche et, en 1937, attrape un espadon de 220 kg.

### Mariages
Livermore s'est marié trois fois et a eu deux enfants. Il épouse sa première femme, Netit (Nettie) Jordan, d'Indianapolis, à l'âge de 23 ans en octobre 1900 alors qu'ils ne se connaissent que depuis quelques semaines. Moins d'un an plus tard, il fait faillite après plusieurs mauvaises transactions et demande à son épouse de mettre en gage l'importante collection de bijoux qu'il lui avait achetée, ce qu'elle refuse, et ce qui détériore définitivement leur relation. Ils se séparent peu de temps après, mais Livermore finance tout de même la défense de son beau-frère, Chester S. Jordan, accusé du meurtre de sa femme,. Ils divorcent finalement en octobre 1917.
Le 2 décembre 1918, à l'âge de 40 ans, Livermore épouse Dorothea (Dorothy) Fox Wendt, une ancienne Ziegfeld girl des Ziegfeld Follies, âgée de 22 ou 23 ans. Livermore a également des relations avec plusieurs autres danseuses. Le couple a deux fils : Jesse Livermore II, né en 1919, et Paul, né en 1922. Il achète par la suite une luxueuse maison à Great Neck et laisse sa femme dépenser autant qu'elle le souhaite pour l'ameublement. En 1927, lui et sa femme sont cambriolés sous la menace d'une arme à feu. La relation entre les époux devient tendue à cause de l'alcoolisme de Dorothy, des relations extra-conjugales de Livermore avec d'autres Ziegfeld girls, et de leurs dépenses somptueuses. En 1931, Dorothy Livermore demande le divorce et s'installe temporairement à Reno dans le Nevada avec son nouvel amant, James Walter Longcope. Le 16 septembre 1932, le divorce est accordé et elle épouse immédiatement son petit ami. Elle conserve la garde de leurs deux fils et reçoit un dédommagement de 10 millions $. Elle vend la maison de Great Neck, pour laquelle Livermore a dépensé 3,5 millions $, pour 222 000 $. Celle-ci est ensuite démolie, ce qui plonge Livermore en dépression.
Le 28 mars 1933, Livermore, alors âgé de 56 ans, épouse à Geneva dans l'Illinois, Harriet Metz Noble, chanteuse et mondaine de 38 ans. Ils s'étaient rencontrés en 1931 à Vienne, où Metz Noble se produisait tandis que Livermore était dans le public en vacances. Metz Noble est issu d'une éminente famille d'Omaha qui avait fait fortune grâce à la Metz Brewery (en). Livermore est le cinquième mari de Metz Noble ; au moins deux de ses maris précédents s'étaient suicidés, dont Warren Noble, qui s'était pendu après le krach de Wall Street de 1929,.

## Le 21 règles de trading de Livermore
Fin 1939, le fils de Livermore, Jesse Jr., suggère à son père d'écrire un livre sur le trading. L'ouvrage en question, How to Trade in Stocks, est publié par Duell, Sloan and Pearce (en) en mars 1940 mais ne se vend pas bien car la Seconde Guerre mondiale est en cours et l'intérêt général pour le marché boursier est faible. Ses méthodes d'investissement sont controversées à l'époque et le livre reçoit des critiques mitigées lors de sa parution.
Le livre contient notamment ses propres règles de trading personnelles qui sont :
1. Rien de nouveau ne se produira jamais à la bourse : même si les technologies évoluent, les évènements se déroulant dans le marché restent le produit des émotions et de la psychologie des participants
2. Il est impossible de gagner de l'argent de façon constante en spéculant tous les jours ou toutes les semaines de l'année
3. Ne faites pas confiance à votre propre opinion et soutenez votre jugement jusqu'à ce que l'action du marché elle-même confirme votre opinion
4. Les marchés ne se trompent jamais, les opinions se trompent souvent
5. Le véritable argent gagné grâce à la spéculation provient d'engagements qui génèrent des bénéfices dès le départ
6. Tant qu'une action se comporte bien et que le marché est favorable, ne vous précipitez pas pour prendre les bénéfices
7. Il ne faut jamais transformer une opération spéculative (court terme) en investissement (long terme)
8. L'argent perdu par la seule spéculation est minime comparé aux sommes gigantesques perdues par les soi-disant investisseurs qui ont laissé filer leurs investissements
9. N'achetez jamais une action parce qu'elle a connu une forte baisse par rapport à son sommet précédent
10. Ne vendez jamais une action parce que son prix semble élevé
11. Je deviens acheteur dès qu'une action atteint un nouveau sommet sur son mouvement après une réaction normale
12. Ne faites jamais la moyenne des pertes : après un achat, si la valeur baisse encore et encore, n'achetez pas progressivement pour faire baisser votre prix de revient mais vendez maintenant
13. Le côté humain de chaque personne est le plus grand ennemi de l'investisseur ou du spéculateur moyen
14. Les vœux pieux doivent être bannis : n'espérez pas qu'une action va atteindre un prix cible et vendez maintenant
15. Les grands mouvements prennent du temps à se développer
16. Il n'est pas bon d'être trop curieux de toutes les raisons qui se cachent derrière les mouvements de prix
17. Il est beaucoup plus facile d'observer quelques actifs plutôt que de nombreux actifs
18. Si vous ne parvenez pas à gagner de l'argent avec les principales valeurs actives, vous ne gagnerez pas d’argent avec le marché boursier dans son ensemble
19. Les valeurs leaders d'aujourd’hui ne seront pas forcément les valeurs leaders dans deux ans
20. Ne devenez pas complètement baissier ou haussier sur l'ensemble du marché parce qu'une action d'un groupe particulier a clairement inversé sa trajectoire par rapport à la tendance générale
21. Peu de gens gagnent de l'argent avec des conseils. Méfiez-vous des informations privilégiées. S'il y avait de l'argent facile à récupérer, personne ne vous le mettrait de force dans la poche

## Mort

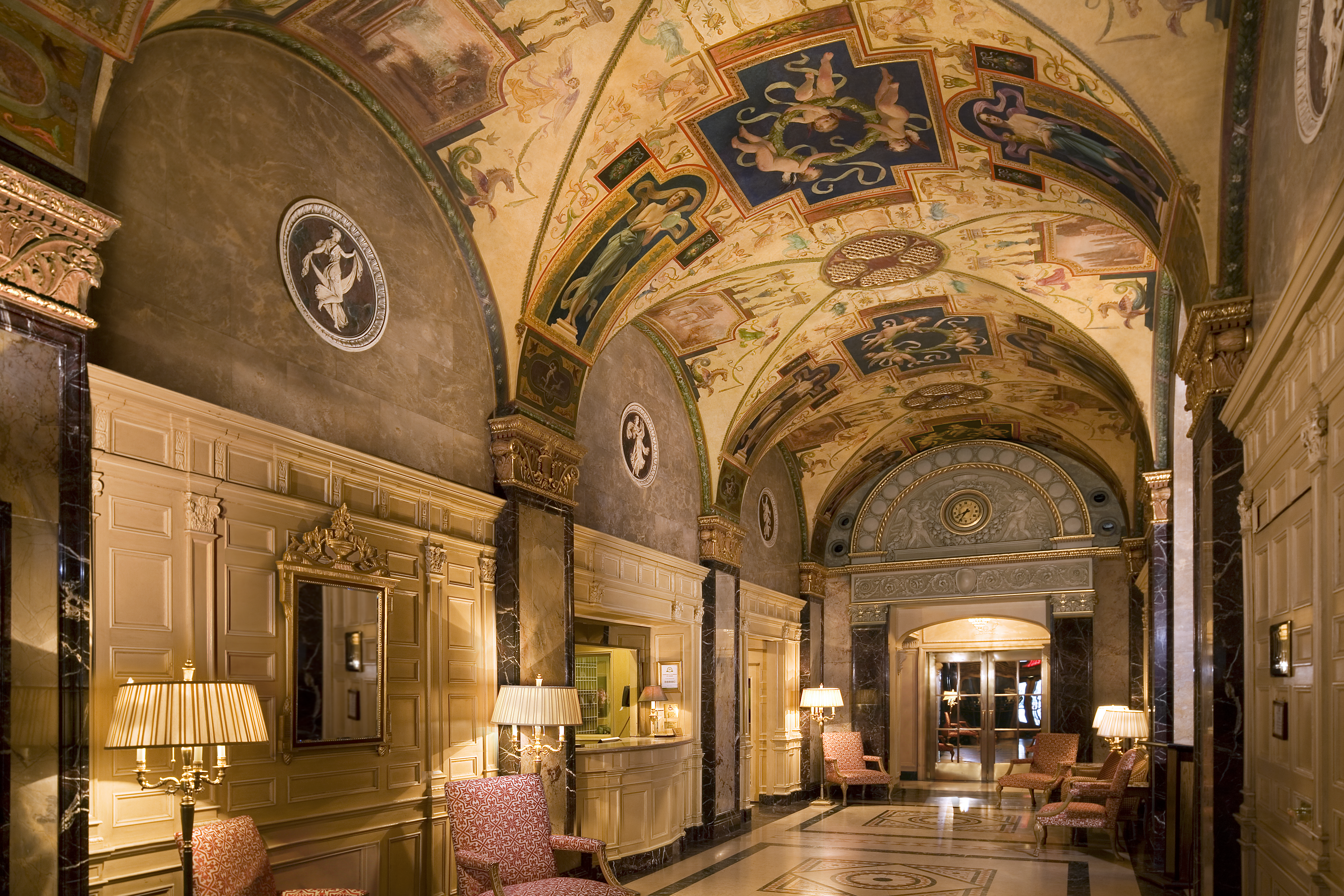
Intérieur de l'hôtel Sherry Netherland à Manhattan où Jesse Livermore s'est suicidé dans un vestiaire.

Le jour de Thanksgiving, le 28 novembre 1940, peu après 17 h 30, Livermore se suicide avec un pistolet Colt dans le vestiaire de l'hôtel Sherry Netherland à Manhattan, où il a l'habitude de venir prendre des cocktails. La police trouvera huit petites pages manuscrites dans son carnet personnel, adressée à son épouse, Harriet (que Livermore surnomme « Nina ») et qui disent : « Ma chère Nina : je ne peux pas faire autrement. Les choses vont mal pour moi. Je suis fatigué de me battre. Je ne peux plus continuer. C'est la seule issue. Je ne mérite pas ton amour. Je suis un raté. Je suis vraiment désolé, mais c'est la seule issue pour moi. Je t'aime Laurie ».
Son fils, Jesse Livermore Jr., se suicidera également en 1976 alors qu'il est en liberté conditionnelle pour agression et tentative de meurtre d'un policier.